# Керсново (Вармінсько-Мазурське воєводство)
Керсново (пол. Kiersnowo, нім. Kerschdorf) — село в Польщі, у гміні Ківіти Лідзбарського повіту Вармінсько-Мазурського воєводства.
Населення — 86 осіб (2011).
У 1975-1998 роках село належало до Ольштинського воєводства.

## Демографія
Демографічна структура станом на 31 березня 2011 року:
|          | Загалом | Допрацездатний вік | Працездатний вік | Постпрацездатний вік |
| -------- | ------- | ------------------ | ---------------- | -------------------- |
| Чоловіки | 45      | 7                  | 32               | 6                    |
| Жінки    | 41      | 3                  | 24               | 14                   |
| Разом    | 86      | 10                 | 56               | 20                   |